# Crkva sv. Petra u Makarskoj
Crkva sv. Petra, rimokatolička crkva u Makarskoj, zaštićeno kulturno dobro.

## Opis dobra
Crkva sv. Petra podignuta je u 15. st. na poluotoku sv. Petar, nekad prapovijesnoj gradini, kao jednobrodna gotička crkva, a pregrađena je u vrijeme baroka. U siječnju 1962.g. crkva je oštećena od potresa, te kasnije srušena, a faksimilno je obnovljena 1992. god. Dijelovi prozora, vrata i trijumfalnog luka stare crkve ugrađeni su u zdanje. U pod su ugrađene nadgrobne ploče plemena Kačića. Arheološka istraživanja tijekom obnove crkve pokazala su starokršćansku i srednjovjekovnu crkvu, te groblje, a zapadno od crkve otkriveni su antički zidovi i ostaci cisterne nad kojom je građena kula.

## Zaštita
Pod oznakom Z-4940 zavedena je kao nepokretno kulturno dobro - pojedinačno, pravna statusa zaštićena kulturnog dobra, klasificirano kao "sakralna graditeljska baština".